# Dana Wynter
Dana Wynter, född Dagmar Winter den 8 juni 1931 i Berlin i Tyskland, död 5 maj 2011 i Ojai, Kalifornien i USA, var en brittisk skådespelare. Hennes far var engelsman medan hennes mor var från Ungern. Hon växte upp i Storbritannien. Wynter var aktiv som skådespelare mellan 1951 och 1993. Bland annat hade hon en roll i filmen Airport – flygplatsen och i TV-serien Magnum.

## Filmografi i urval
- 1952 – Röde piraten
- 1955 – Hemligt mellanspel
- 1956 – Världsrymden anfaller
- 1956 – Den sjätte juni
- 1958 – Kvinna i Berlin
- 1959 – De sammansvurna
- 1960 – Sänk Bismarck!
- 1963 – Dödslistan
- 1965 – The Alfred Hitchcock Hour (TV-serie)
- 1967 – Krutrök (TV-serie)
- 1969 – Smart (TV-serie)
- 1969 – Love, American Style (TV-serie)
- 1969–1973 – Brottsplats: San Francisco (TV-serie)
- 1970 – Airport – flygplatsen
- 1972 – Hawaii Five-O (TV-serie)
- 1973–1975 – Cannon (TV-serie)
- 1974 – Orson Welles' Great Mysteries (TV-serie)
- 1979 – Presidenter och tjänstefolk (TV-serie)
- 1979 – Fantasy Island (TV-serie)
- 1979–1981 – Kärlek ombord (TV-serie)
- 1982 – The Royal Romance of Charles and Diana (TV-film)
- 1982 – Magnum (TV-serie)